# Гетто в Погосте (Солигорский район)
Гетто в Пого́сте (конец июня — 25 августа 1941) — еврейское гетто, место принудительного переселения евреев деревни Погост Чижевичского сельсовета Солигорского района Минской области и близлежащих населённых пунктов в процессе преследования и уничтожения евреев во время оккупации территории Белоруссии войсками нацистской Германии в период Второй мировой войны.

## Оккупация Погоста и создание гетто

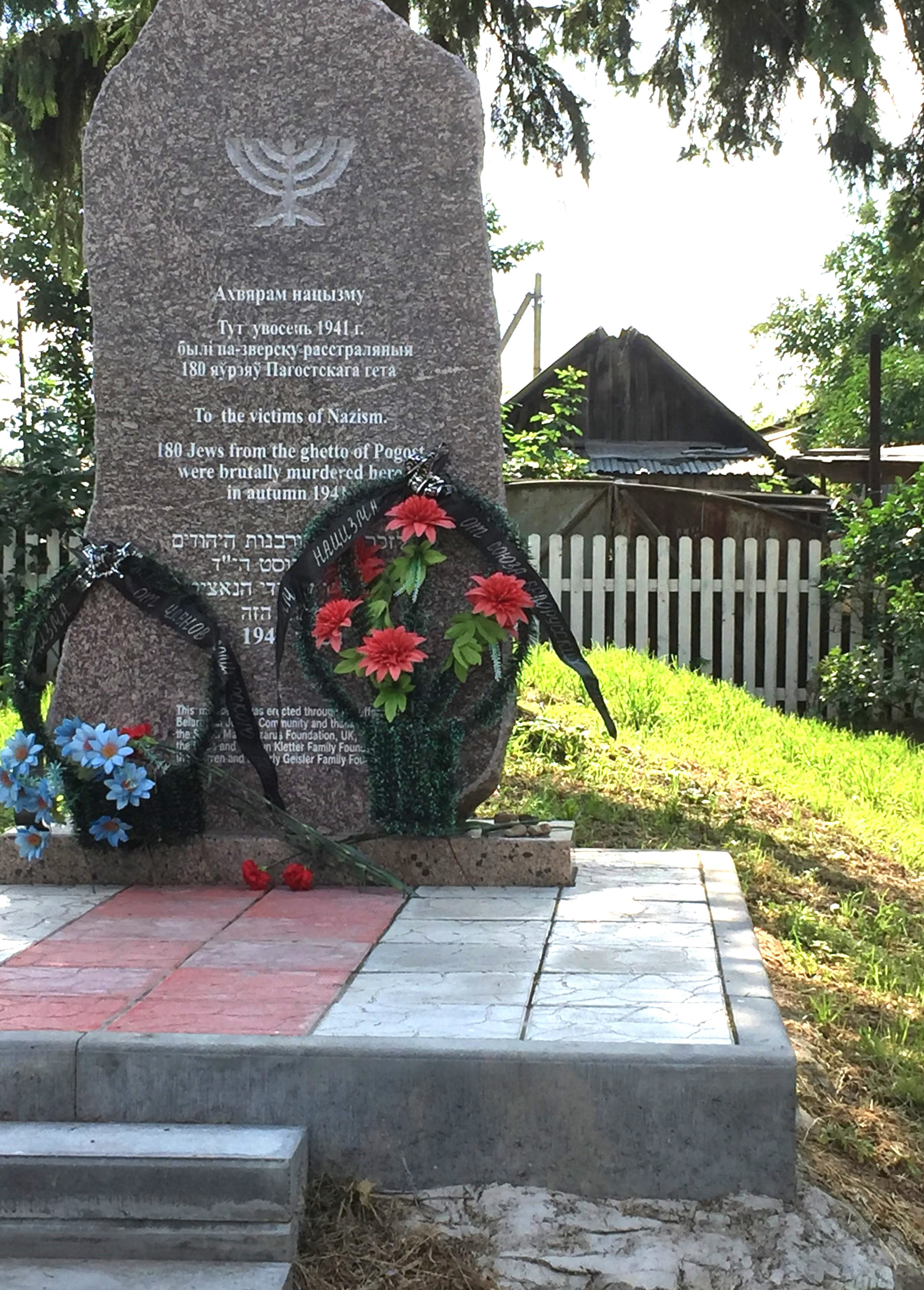
Новый памятник на братской могиле 180 евреев Погоста. Возведен в 2016 году

Деревня Погост Чижевичского сельсовета Солигорского района была захвачена немецкими войсками в конце июня 1941 года, и оккупация продлилась три года — до 29 июня 1944 года. (Нынешние две деревни Погост-1 и Погост-2 — это бывшее местечко Погост, разделённое уже после войны в 1967 году строительством Солигорского водохранилища.) Когда началась война, только несколько семей в Погосте уехали за отступающими советскими войсками, а большинство не успели или не решились эвакуироваться.
Сразу после оккупации, уже в конце июня 1941 года, немцы, реализуя нацистскую программу уничтожения евреев, организовали в Погосте гетто.

## Условия в гетто
Гетто занимало район улицы Набережной. Оно было огорожено колючей проволокой с одним выходом, возле которого круглосуточно дежурили полицейские, никого не выпуская.

## Уничтожение гетто
Немцы очень серьёзно относились к возможности еврейского сопротивления, и поэтому в большинстве случаев в первую очередь убивали в гетто или ещё до его создания евреев-мужчин в возрасте от 15 до 50 лет — несмотря на экономическую нецелесообразность, так как это были самые трудоспособные узники. По этим соображениям в начале августа 1941 года немцы собрали всех мужчин Погоста, затем русских и белорусов сразу отпустили, а около сотни евреев погрузили на машины, увезли в лес за десять километров от местечка и всех расстреляли.
Примерно через три недели, 25 августа 1941 года, в Погост приехала машина с полицейскими, которые ездили по местечку и по громкоговорителю объявляли: «Всем собраться на площади! Срочно!». В это же время на площадь приехали 5-6 машин с немецкими солдатами и овчарками. Евреи и белорусы собрались на площади. Часть евреев-мужчин под конвоем увели рыть расстрельные ямы. Потом собравшихся разделили — белорусов отправили в церковь, а евреев построили в колонну возле синагоги.
После этого немцы повели колонну евреев от синагоги по рыночной площади мимо православной церкви на окраину Погоста. Многие, особенно женщины, пытались убежать, но их догоняли немцы и полицаи с собаками и расстреливали сразу. Все кричали и плакали. Ренгольды спрятали сына, но немцы его нашли и расстреляли на глазах у всех. Пробовали убегать и Кустанович (до войны он был пионервожатым в школе) и кто-то из Ренгольдов, их догнали полицаи и расстреляли.
Колонну привели к вырытым ямам на улицу Набережная. На противоположной стороне ям уже расположились немецкие солдаты с пулеметами. Немцы с овчарками подталкивали евреев к ямам, а с другой стороны по ним стреляли пулеметы. Стоял страшный крик, обреченные люди падали в ямы, придавливая ещё живых и раненых. «Акция» (таким эвфемизмом нацисты называли организованные ими массовые убийства) продолжалась до вечера, немцы уехали, а полицейские остались и уже в темноте закапывали могилы. Утром полицаи ходили с ружьем и стреляли в могилы, где видели шевеление раненых, а потом подтащили к ямам пулемет и выпустили по братским могилам несколько очередей.
В этот день, 25 августа 1941 года, при ликвидации гетто были убиты 440 (около 800, 620) евреев.
В сообщении «О положении в оккупированных областях Белоруссии» от 19 августа 1941 года партийный руководитель Белоруссии П. К. Пономаренко писал о расправе над евреями в Погосте: «Еврейское население подвергается беспощадному уничтожению… В Погосте, Минской области, немецкий офицер вывел евреев на окраину деревни, приказал им вырыть могилу и после этого расстрелял… Такие факты многочисленны».

## Случаи спасения и «Праведники народов мира»
Только нескольким евреям после трагедии 25 августа 1941 года удалось остаться в живых. Ренгольды Исаак и Абрам спрятались между стеною синагоги и книжным магазином, и колонна прошла мимо. Выжил и Хаим Ренгольд. Абрам Мышалов выскочил из колонны, пробежал полтора километра до Тесовского кладбища, и полицаи стреляли, но не попали в него. Разман Зина из колонны бросилась в реку Случ и под пулями переплыла на другой берег, но там её убили полицейские. Рахиль Коруш и Роза Доросинская отстали от колонны во время движения, но их заметили и убили. Один еврей из Погоста с двумя сыновьями-подростками не выполнил приказ собраться всем евреям, а спрятался, и после расстрела, ночью, они ушли в Слуцк и там попали в гетто. Их рассказу о расстреле в Погосте никто не поверил, и они ушли к партизанам.

## Память
В 1946 на двух могилах жертв геноцида евреев в Погосте установлены обелиски. В 2016 году они были заменены на новые памятники.
Опубликованы неполные списки убитых евреев Погоста.